# Wolkanie
Wolkanie (ang.: Vulcans) – w Uniwersum Star Trek humanoidalna rasa zamieszkująca planetę Wolkan. Charakteryzują się racjonalnym i logicznym myśleniem, chociaż z natury są gwałtowni i porywczy. Lata wyniszczających wojen i groźba wyginięcia całego gatunku zmusiły ich do wykształcenia umiejętności tłumienia emocji. Ta kontrola i tłumienie emocji legły u podstaw ich filozofii określanej z j. ang IDIC („Infinite Diversity in Infinite Combinations”). Należą do założycieli Zjednoczonej Federacji Planet.

## Morfologia i anatomia

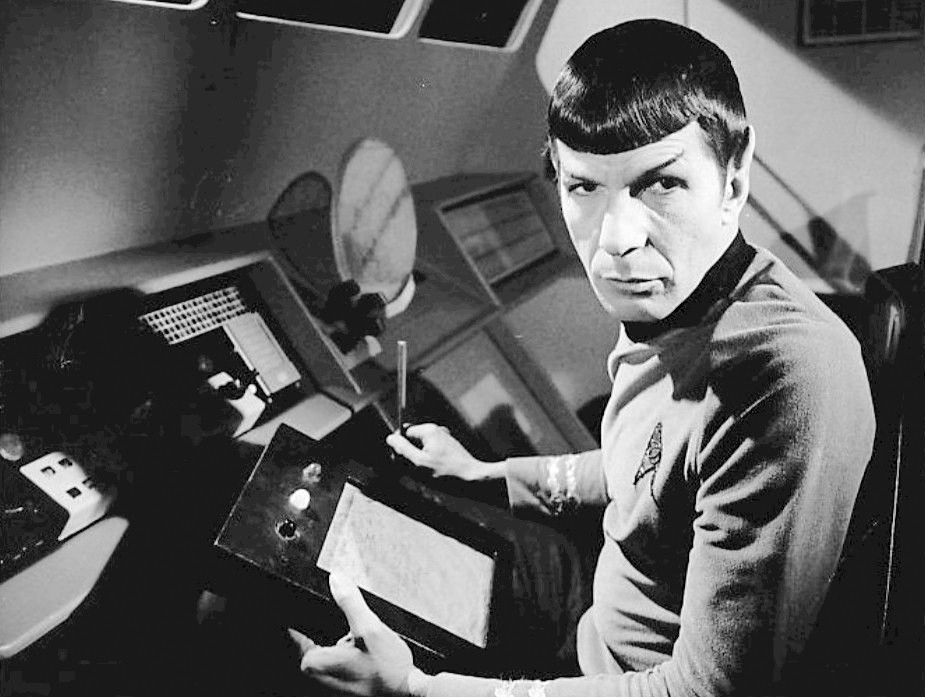
Spock - najsłynniejszy Wolkanin

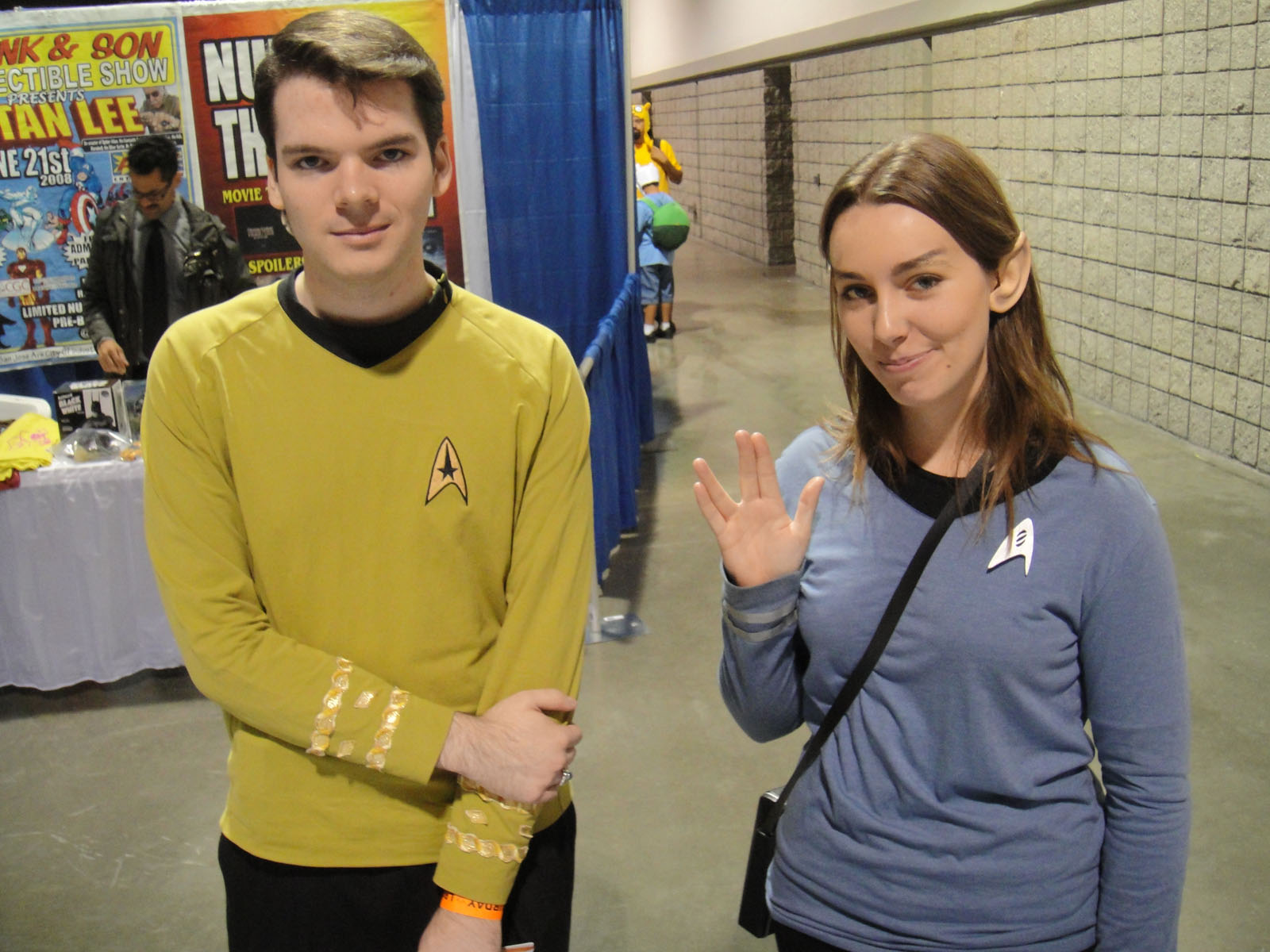
Cosplay Star Trek: fani serialu przebrani za Wolkan. Dziewczyna salutuje po wolkańsku.

Pozornie Wolkanie nie różnią się zbytnio wyglądem zewnętrznym od ludzi: mają szpiczaste uszy, zielony odcień skóry (z wyjątkiem ciemnoskórej rasy Wolkan, do której należał np. Tuvok). Anatomicznie Wolkanie są podobni do ludzi. Różnicą są: mocniejsze i wydajniejsze płuca, mogą oddychać nawet w bardzo rozrzedzonym powietrzu; bardziej rozwinięty mózg (stąd zdolności telepatyczne). Wolkańska krew, w przeciwieństwie do ludzkiej, opiera się na miedzi (stąd zielony odcień skóry). Narządy rozrodcze Wolkan mają budowę anatomiczną niemal identyczną z ludzką (możliwe zatem międzygatunkowe kontakty płciowe z ludźmi). Genetyczne podobieństwo Wolkan i ludzi pozwala na spłodzenie potomstwa (najsłynniejszym półczłowiekiem-półwolkaninem był Spock). Wolkanie są dużo bardziej odporni na trujące substancje chemiczne i promieniowanie. Mają także kilkakrotnie większą siłę fizyczną i refleks od ludzi. Średnia długość życia Wolkan to ok. 200 lat.

## Historia
Wolkanie są pierwszym obcym gatunkiem, jaki poznała ludzkość, stało się to w 2063 roku, gdy Doktor Zefram Cochrane dokonał historycznego lotu Warp swoim statkiem Phoeniksem. Opowiada o tym film Star Trek: Pierwszy kontakt. Od tego czasu Wolkanie na dobre zadomowili się na Ziemi. Teoretycznie udostępnili ludziom swoją wiedzę, odkrycia i uwagi na temat astronomii, biologii i fizyki, ale praktycznie dyskretnie hamują postęp ludzkości. Można to najlepiej zobaczyć w serialu Star Trek: Enterprise – opóźniają start Enteprise, a kiedy już wystartował, podsyłają swojego Pierwszego Oficera T’Pol. Ogólnie mieli o ludziach niezbyt dobre zdanie – byli dla nich gatunkiem o barbarzyńskiej przeszłości, który od razu chce samodzielnie badać kosmos.
W przyszłości Wolkanie i Ludzie żyją w zgodzie, Ziemia staje się bardzo ważną planetą, stolicą Federacji.

## Planeta Wolkan
Planeta znajduje się w Kwadrancie Alfa. Nie ma żadnych księżyców.
Inne nazwy planety: Wolkan, Wulkam, T'Kashi (po wolkańsku), vulqan (po klingońsku).
W pierwszym serialu i filmach z cyklu Star Trek gwiazda, wokół której krąży, nie została zidentyfikowana, ale później Wolkan powiązano z rzeczywiście istniejącą gwiazdą 40 Eridani, odległą o około 16 lat świetlnych od Słońca, a w 2018 odkryto rzeczywistą planetę krążącą wokół tej gwiazdy.